# 黄毓成
黄毓成（1884年—1958年）字斐章，云南省镇沅县人。中华民国滇军将领。

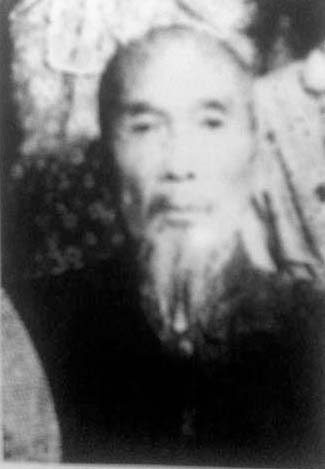
黄毓成最后的照片，摄于1957年

## 生平
光绪二十八年（1902年），黄毓成中秀才，入昆明经正书院。1904年，黄毓成赴日本留学，入振武学校。1905年，中国同盟会在东京成立，包括黄毓成在内的大部分云南学生均成为首批会员。1906年，黄毓成自振武学校毕业，入日本陆军实习半年，随后进入日本陆军士官学校第六期，主要学习骑兵科，1908年末毕业。归国后，被分配到云南讲武堂任骑兵科教官。1911年，黄毓成参与发动昆明重九起义，起义胜利后，出任陆军第一师骑兵联队长，后来升任混合旅旅长。此后，黄毓成部隶属谢汝翼的援川军，赴四川。从四川回到云南后，1912年4月，黄毓成率骑兵支队入贵州，随后任贵州督军府少将参谋长。
1913年，熊克武在重庆反袁世凯，黄毓成奉命进攻熊克武。攻克重庆后，黄毓成被任命为重庆镇守使，并晋升中将。但因受四川人告密攻击，黄毓成很快便被北京政府革职。黄毓成随后辞去军职。不久，黄毓成被云南都督唐继尧任命为云南省水利总裁，任职两年。1915年5月，经云南省议会议长李增做媒，黄毓成同已去世的诗人朱筱园的二女朱玉芝结婚，在新建的圆通街156号黄毓成宅举行了新式婚礼，唐继尧为其证婚。
1915年袁世凯称帝，云南举行起义，发动护国战争讨伐袁世凯，黄毓成任护国军挺进军司令，率部参加了在滇桂边境抵抗龙觐光部的战争。1916年2月，挺进军扩编为护国第四军，黄毓成任军长，杨杰任参谋长兼第一纵队司令。1918年至1922年，黄毓成历任滇军驻川师长、司令部参赞等职务。后辞职闲居上海。1937年，接受南京国民政府命令，回到云南任云南禁烟特派员，后遭解职。此后，黄毓成在家研究佛学，直到中华人民共和国成立。
中华人民共和国成立后，黄毓成任云南省文史研究馆馆员。1957年，在反右运动中被打成右派。
1958年，黄毓成在昆华医院病逝。骨灰安葬在昆明筇竹寺海会塔。1979年，云南省人民政府宣布撤销黄毓成的“右派”帽子，平反并恢复名誉。

## 延伸阅读
- 梅必，黄毓成将军传，自印本，2011年